# ویداتال-مونای
ویداتال-مونای (به لاتین: Vidaththal-Munai) یک منطقهٔ مسکونی در سری‌لانکا است که در استان شمالی (سری‌لانکا) واقع شده‌است.